# The Fabulous Shirley Bassey
Albums de Shirley Bassey
The Bewitching Miss Bassey
(1959) Shirley
(1961)
Singles
The Fabulous Shirley Bassey est le troisième album studio de Shirley Bassey, sorti en 1959, le premier à être entièrement composé de nouveaux titres, ses deux précédents albums pour Philips étant essentiellement des compilations de singles. Il se classe no 12 au UK Albums Chart.
The Fabulous Shirley Bassey contient quelques reprises de chansons populaires de George et Ira Gershwin dont A Foggy Day in London Town et They Can't Take That Away From Me, créées par Fred Astaire ; ou 'S Wonderful mais également April in Paris, I'll Remember April, Easy to Love et I've Got You Under My Skin. D'autres titres récents figurent également sur l'album, comme I've Never Been in Love Before, extraite de la comédie musicale Blanches colombes et vilains messieurs ; The Party's Over, de Bells Are Ringing, The Man that Got Away, du film Une étoile est née ; Cry Me a River, un hit de Julie London de 1955 et No One Ever Tells You, créé par Frank Sinatra en 1957.
The Fabulous Shirley Bassey sort en 33 tours, est ressorti en France en 1984 puis est réédité par EMI en disque compact en 1999.

## Liste des chansons
| 1. | A Foggy Day in London Town     | Ira Gershwin    | George Gershwin |      |
| 2. | I've Got You Under My Skin     | Cole Porter     | Cole Porter     |      |
| 3. | Cry Me a River                 | Arthur Hamilton | Arthur Hamilton | 3:28 |
| 4. | April in Paris                 | E. Y. Harburg   | Vernon Duke     |      |
| 5. | I've Never Been in Love Before | Frank Loesser   | Frank Loesser   |      |
| 6. | The Man That Got Away          | Ira Gershwin    | Harold Arlen    |      |

| 1. | 'S Wonderful                      | Ira Gershwin               | George Gershwin |  |
| 2. | I'll Remember April               | Don Raye, Patricia Johnson | Gene de Paul    |  |
| 3. | Easy to Love                      | Cole Porter                | Cole Porter     |  |
| 4. | No One Ever Tells You             |                            |                 |  |
| 5. | They Can't Take That Away From Me | Ira Gershwin               | George Gershwin |  |
| 6. | The Party's Over                  | Adolph Green, Betty Comden | Jule Styne      |  |

## Personnel
- Shirley Bassey – chant
- Norman Newell - producteur
- Geoff Love – arrangements, orchestration, direction d'orchestre